# Holy Weather
Holy Weather è il secondo album in studio del gruppo musicale sudafricano Civil Twilight, pubblicato nel 2012.

## Tracce
Testi di Steven Mckellar. Gli autori delle musiche sono indicati di seguito.
1. River – 3:14 (Steven McKellar)
2. Holy Weather – 4:56 (Steven McKellar)
3. Fire Escape – 3:40 (Steven McKellar, Andrew McKellar)
4. Move/Stay – 3:14 (Steven Mckellar, Andrew Mckellar, Richard Wouters)
5. Every Walk That I've Ever Taken Has Been in Your Direction – 3:50 (Steven McKellar, Richard Wouters, Andrew Mckellar)
6. Highway of Fallen Kings – 4:16 (Steven McKellar, Richard Wouters)
7. It's Over – 3:43 (Steven McKellar)
8. Shape of a Sound – 2:54 (Steven McKellar, Richard Wouters)
9. Sweet Resistance – 4:07 (Andrew Mckellar, Steven Mckellar)
10. Please Don't Find Me – 4:14 (Steven Mckellar)
11. Doorway – 4:22 (Andrew Mckellar, Steven Mckellar, Richard Wouters)
12. Wasted (iTunes bonus track) – 3:23 (Steven McKellar)
13. Surrender (iTunes bonus track) – 3:39 (Steven McKellar, Richard Wouters)
14. Church on Fire (iTunes bonus track) – 3:14 (Steven McKellar, Andrew Mckellar, Richard Wouters)
15. Night is Cold (iTunes pre-order bonus track) – 3:55 (Andrew McKellar, Steven Mckellar)

## Formazione
- Steven McKellar - voce, basso, pianoforte, tastiere, sintetizzatori, chitarra acustica (1,7)
- Andrew McKellar - chitarra, cori
- Richard Wouters - batteria